# توني تومسون (موسيقي)
توني تومسون (بالإنجليزية: Tony Thompson )‏ (و. 1954 – 2003 م) هو موسيقي، وطبال أمريكي، ولد في نيويورك، يستخدم آلات طقم طبول، بدأ مشواره المهني سنة العقد 1970، توفي في لوس أنجلوس، عن عمر يناهز 49 عاماً، بسبب سرطان الكلية.

## روابط خارجية
- توني تومسون على موقع IMDb (الإنجليزية)
- توني تومسون على موقع ميوزك برينز (الإنجليزية)
- توني تومسون على موقع أول ميوزيك (الإنجليزية)
- توني تومسون على موقع ديسكوغز (الإنجليزية)
- توني تومسون على موقع قاعدة بيانات الفيلم (الإنجليزية)